# Face the Music
| 전문가 평가                   | 전문가 평가 |
| 평가 점수                     | 평가 점수   |
| 출처                          | 점수        |
| ----------------------------- | ----------- |
| AllMusic                      | [ 1 ]       |
| Encyclopedia of Popular Music | [ 2 ]       |
| The Music Box                 | [ 3 ]       |
| MusicHound                    | 3.5/5       |
| The Rolling Stone Album Guide | [ 5 ]       |

《Face the Music》은 영국의 록 밴드 일렉트릭 라이트 오케스트라(ELO)의 다섯 번째 스튜디오 음반이다. 이 음반은 1975년 9월, 유나이티드 아티스츠 레코드에 의해, 1975년 11월 14일, 영국에서 제트 레코드에 의해 발매되었다. 이 음반은 이전 음반의 대규모 클래식 오케스트라 사운드인 《Eldorado》에서 벗어나 "라디오 친화적인" 팝/록 곡을 선호하지만, 현악기 섹션은 여전히 매우 두드러진다. 새로운 사운드는 그룹에게 성공적이었으며, 《Face the Music》은 ELO 음반 중 최초로 플래티넘을 기록했다.

## 배경
1975년 1월까지 베이시스트 마이크 디 앨버커키와 첼리스트 마이크 에드워즈는 각각 《Eldorado》 녹음 세션과 후속 투어 중에 밴드를 떠났다. 베이시스트 켈리 그루컷과 고전적으로 훈련된 첼리스트 멜빈 게일이 밴드의 대체 멤버로 합류했다. 《Eldorado》 투어의 유럽 구간이 끝난 후, 밴드는 독일 뮌헨에 있는 뮤직랜드 스튜디오에서 새 음반 녹음을 시작했다. 《Eldorado》 투어의 초기 북미 구간에서 ELO는 딥 퍼플을 위해 자주 오프닝을 열었고, 딥 퍼플은 뮤직랜드를 ELO에 추천했다.  이는 ELO가 뮤직랜드에서 녹음한 첫 번째 사례였으며, 밴드는 프론트맨 제프 린의 큰 애정과 사운드 엔지니어 라인홀트 맥과의 좋은 작업 관계 덕분에 나중에 대부분의 향후 음반을 이곳에서 녹음하게 되었다.
이 음반에 새로 도입된 라인업은 밴드의 향후 5년 동안 안정적이고 상징적인 라인업이 되었으며, ELO 팬들은 "클래식 라인업"이라고 불렀다.

## 곡 목록
모든 곡들은 제프 린이 작사/작곡하였다.
| #  | 제목             | 재생 시간 |
| -- | ---------------- | --------- |
| 1. | 〈Fire On High〉 | 5:30      |
| 2. | 〈Waterfall〉    | 4:11      |
| 3. | 〈Evil Woman〉   | 4:35      |
| 4. | 〈Nightrider〉   | 4:26      |

| #  | 제목                 | 재생 시간 |
| -- | -------------------- | --------- |
| 5. | 〈Poker〉            | 3:31      |
| 6. | 〈Strange Magic〉    | 4:29      |
| 7. | 〈Down Home Town〉   | 3:53      |
| 8. | 〈One Summer Dream〉 | 5:47      |

## 인증
| 국가                       | 인증 | 판매량/출하량 |
| -------------------------- | ---- | ------------- |
| 캐나다 (뮤직 캐나다)       | 골드 | 50,000^       |
| 미국 (RIAA)                | 골드 | 500,000^      |
| ^출하량을 기반으로 한 인증 |      |               |